# Thracia (geslacht)
Thracia is een geslacht van tweekleppigen uit de familie van de Thraciidae.

## Soorten
- Thracia adenensis Melvill, 1898
- Thracia anchoralis Kilburn, 1975
- Thracia anconensis Olsson, 1961
- Thracia angasiana E. A. Smith, 1876
- Thracia arienatoma Oliver & Holmes, 2004
- Thracia bereniceae Coan, 1990
- Thracia capensis G.B. Sowerby III, 1890
- Thracia challisiana Dall, 1915
- Thracia concinna Reeve, 1859
- Thracia condoni Dall, 1909
- Thracia conradi Couthouy, 1839
- Thracia convexa (W. Wood, 1815) (Bolle papierschelp)
- Thracia corbuloidea Blainville, 1827
- Thracia cuneolus Reeve, 1859
- Thracia curta Conrad, 1837
- Thracia devexa G. O. Sars, 1878
- Thracia distorta (Montagu, 1803)
- Thracia gracilis Jeffreys, 1865
- Thracia hainanensis Xu, 1989
- Thracia imperfecta (Lamarck, 1818)
- Thracia itoi Habe, 1961
- Thracia kakumana (Yokoyama, 1927)
- Thracia kowiensis Turton, 1932
- Thracia koyamai (Habe, 1981)
- Thracia lincolnensis Verco, 1907
- Thracia meridionalis E. A. Smith, 1885
- Thracia modesta Angas, 1868
- Thracia morrisoni Petit, 1964
- Thracia myodoroides E. A. Smith, 1885
- Thracia myopsis Møller, 1842
- Thracia nitida A. E. Verrill, 1884
- Thracia phaseolina (Lamarck, 1818) (Papierschelp)
- Thracia pubescens (Pulteney, 1799) (Grote papierschelp)
- Thracia roumei Cosel, 1995
- Thracia salsettensis (Melvill, 1893)
- Thracia septentrionalis Jeffreys, 1872
- Thracia similis Couthouy, 1839
- Thracia speciosa Angas, 1869
- Thracia squamosa Carpenter, 1856
- Thracia stimpsoni Dall, 1886
- Thracia stutchburyi Huber, 2010
- Thracia trapezoides Conrad, 1849
- Thracia vegrandis P. Marshall & Murdoch, 1919
- Thracia villosiuscula (MacGillivray, 1827) (Grove papierschelp)
- Thracia vitrea (Hutton, 1873)